# Macrozamia concinna
Macrozamia concinna är en kärlväxtart som beskrevs av David Lloyd Jones. Macrozamia concinna ingår i släktet Macrozamia och familjen Zamiaceae. IUCN kategoriserar arten globalt som livskraftig. Inga underarter finns listade i Catalogue of Life.